# Magangué
Magangué è un comune della Colombia facente parte del dipartimento di Bolívar. Situata sulle sponde del fiume Magdalena, al sud del dipartimento, è la seconda città più importante dello stesso.
Le sue principali attività economiche sono la pesca, l'allevamento, l'agricoltura e l'artigianato.
Magangué nome deriva dal Maguey voce indigena.
I siti più tradizionali di questa città sono la Cattedrale di La Candelaria, che si trova di fronte al fiume, il Parco de Las Americas,  la via di Las Flores, che è la via dei negozi, il parco degli studenti.
Magangué è la patria di grandi musicisti come Chico Cervantes e Martin Madera (Premio Grammy) ed è anche promessa musicali di molti gruppi che operano in diversi generi come cumbia, vallenato, rock, tropicale, pop, e reggeton.
Il centro abitato venne fondato da Diego Carvajal nel 1610, mentre l'istituzione del comune è del 9 aprile 1960.